# جوزيف ويبر
جوزيف ويبر (بالتشيكية: Jozef Weber)‏ (25 ديسمبر 1970 تشيكوسلوفاكيا تشيكوسلوفاكيا - ) هو لاعب كرة قدم تشيكي يلعب كلاعب وسط.